# George Cârjan
George Cârjan (sinh ngày 7 tháng 11 năm 1988) là một cầu thủ bóng đá người România thi đấu ở vị trí Tiền đạo cho Oțelul Galați. Cârjan có màn ra mắt tại Liga I vào ngày 21 tháng 7 năm 2013 cho Botoșani, trong trận hòa 0-0 trước CFR Cluj. Trong sự nghiệp, anh cũng thi đấu cho các câu lạc bộ như: Dunărea Galați, Botoșani, Ceahlăul Piatra Neamț hay Baia Mare.